# Delphinium bovei
Delphinium bovei là một loài thực vật có hoa trong họ Mao lương. Loài này được Decne. mô tả khoa học đầu tiên năm 1835.